# Filip Braut
Pour les articles homonymes, voir Braut.
Filip Braut, né le 5 juin 2002 à Rijeka en Croatie, est un footballeur croate qui évolue au poste d'arrière droit au HNK Orijent 1919.

## Biographie

### En club
Né à Rijeka en Croatie, Filip Braut est formé par le HNK Rijeka. Il joue son premier match en professionnel le 25 mai 2019 contre le NK Slaven Belupo, lors de la dernière journée de la saison 2018-2019 du championnat de Croatie. Il est titularisé au poste de défenseur central lors de cette rencontre où les deux équipes se neutralisent (1-1). Avec cette apparition il devient le plus jeune joueur de l'histoire du HNK Rijeka à jouer un match avec les professionnels, à 16 ans, 11 mois et 20 jours.
Filip Braut signe son premier contrat professionnel le 26 février 2020,. Le 1er août 2020, Braut est titulaire lors de la finale de la coupe de Croatie face au NK Lokomotiva Zagreb. Son équipe s'impose sur le score de un but à zéro, il remporte ainsi le premier trophée de sa carrière.
Après avoir résilié son contrat avec le HNK Rijeka, Filip Braut s'engage librement avec le Hrvatski Dragovoljac le 15 février 2022, durant le mercato hivernal.
Il fait ensuite son retour au HNK Rijeka mais le 4 août 2022 il est prêté au HNK Orijent 1919 pour une saison.
Braut marque son premier but pour ce club le 5 mai 2023 face au NK Kustošija (en), en championnat. Il contribue au succès de son équipe par deux buts à zéro.
Le 29 juin 2023, Filip Braut rejoint le NK Rogaška, club venant tout juste d'être promu en première division slovène.

### En sélection
De 2018 à 2019, Filip Braut représente l'équipe de Croatie des moins de 17 ans, pour un total de huit sélections où il est généralement titulaire.

## Palmarès
HNK Rijeka
- Coupe de Croatie (1) :
  - Vainqueur : 2019-20.